# Mampato: ¡Sésamo, abre!
¡Sésamo, abre! es el sexto libro de la historieta Mampato.

## Argumento
Esta historia continúa en el desierto, donde empieza una discusión acerca de las supersticiones, y aparece un genio de lámpara que es espantado por Ogú.
Al llegar al río Éufrates, se enteran de que dan 10.000 dinares por la cabeza del Califa, por lo que empiezan a esconderse, pero son ayudados para escapar de la ciudad.
Después persiguen a los 40 ladrones, que son los que han robado el turbante mágico (sin saber que es mágico).
Luego encuentran la cueva de los 40 ladrones (que se abre al decir Sésamo, abre), y recuperan el turbante. Otras aventuras hacen que Ogú aprenda a usarlo y al final el Califa recupera el trono, y Bromisnar empieza a comportarse mejor.
- Datos: Q5990952